# Famille de Haveskercke
La famille de Haveskercke est une très ancienne famille belge subsistante originaire de l'ancien comté de Flandres. Son ascendance prouvée remonte à 1137 ce qui en fait la 7e famille la plus ancienne de Belgique.

## Personnalités
- Gilbert de Haveskercke, prisonnier avec le comte Ferrand de Portugal à Paris en 1213[2] ;
- Baudouin de Haveskercke (1231-1282) épouse Jaqueline de Courtrai (1224-1264)
- Jean de Haveskercke, cité comme ayant poursuivi les meurtriers du comte Charles de Flandre, tué à Bruges en 1227 dans l'église de Saint-Donat[3] ;
- Adrien Meeûs, époux de Catherine, fille de Jean van Haveskercke, dit Butoir, releva le 30 octobre 1519 lors de la succession de son beau-père le fief de Pulle, les terres et seigneuries de 's Gravenwezel, de Merksem et de Schoten[4].

## Preuves de noblesse
- 10 septembre 1615, à Bruxelles par l'archiduc Albert : concession du titre personnel de chevalier en faveur de Jean de Haveskercke, écuyer, échevin de Bruges[5];
- 20 octobre 1632 à Madrid par le roi Philippe IV : élévation de la seigneurie de Wingene en baronnie et concession du titre de baron transmissible à la primogéniture masculine en faveur de Jean de Haveskercke, chevalier, seigneur de Zeldegem, ancien député de Bruges[5].

## Héraldique
Blasonnement : D'or à la fasce de gueules.

## Alliances
de Haynin, d'Escornaix, de Stavele d'Isenghien, de Waele, van Heule d'Oostvleteren, de Nédonchel dit Agniaux, van den Berghe de Watervliet, van Catthem, Walckiers, de Longpré, van Zedelghem, de Caestre, van Themseke, (…).
Famille Meeûs